# Richard Thomalla
Richard Thomalla (Sabine, 23 oktober 1903 – vermoedelijk Jičín, 12 mei 1945) was een Duitse officier en SS-Hauptsturmführer. Hij nam deel aan de Aktion Reinhard, en was het hoofd van de bouwwerkzaamheden van de vernietigingskampen Sobibór en Treblinka. Hij was tijdens de bouwfase de Lagerkommandant van beide kampen.

## Leven
Thomalla werd geboren in Opper-Silezië. Hij werd opgeleid tot civiel ingenieur, en werd in 1932 lid van de NSDAP en SS. Zijn militaire dienst speelde zich hoofdzakelijk in Falkenberg en Oppeln af. Op 5 oktober 1935 trouwde hij met Margaret Bruckner. Aan het eind van de jaren dertig diende hij bij SS-eenheden in Wohlau en Breslau.
Op 6 september 1935 werd hij van Breslau naar het Generaal-gouvernement overgeplaatst, met de opdracht om leiding te geven aan de SS-Hilfspolizei in Tschenstochau en Radom. Op 22 augustus 1940 werd Thomalla door de Höherer SS- und Polizeiführer Friedrich-Wilhelm Krüger overgeplaatst naar een functie bij de SS- und Polizeiführer Odilo Globocnik in Lublin. Tussen augustus en oktober 1940 leidde hij in de regio van Belzec een bouwbrigade voor de grensfaciliteiten. Aansluitend was hij verantwoordelijk voor de bouw van de politie- en SS-steunpunten in Starakonstantinow, Zwiahel en Kiev in het kader van het Generalplan Ost.
Vanaf november 1940 nam Thomalla de centrale afdeling van de SS in Zamosch over. In het kader van Aktion Reinhard hield hij toezicht op de bouw van het vernietigingskamp Bełżec (bouwleider: Josef Oberhauser), en was zelf bouwleider en constructeur van de vernietigingskampen Sobibór en Treblinka. In deze functie was hij korte tijd verantwoordelijk voor de opbouwfase van Sobibór (maart tot april 1942) en Treblinka (mei tot juni 1942). Volgens onbevestigde verklaringen zou hij op 12 mei 1945 zijn geëxecuteerd door de NKVD in Jičín (Tsjechië). Thomalla werd in 1957 in Ulm officieel dood verklaard.

## Militaire carrière
- SS-Hauptsturmführer: 2 oktober 1941[4]
- SS-Obersturmführer: 21 augustus 1940[4]
- SS-Untersturmführer:

## Lidmaatschapsnummers
- NSDAP-nr.: 1 238 872[5](lid geworden 1932)
- SS-nr.: 41206 (lid geworden 1 juli 1932)[1]

## Onderscheidingen
- IJzeren Kruis 1939, 2e klasse